# CIRIT
Cirit ist eine türkische Raketenwaffe mit Laserlenksystem. 
Cirit wurde von der türkischen Firma Roketsan entwickelt und hat eine Reichweite von 8 km. Eingesetzt werden die Raketen im türkischen Kampfhubschrauber T-129 Atak zur Abwehr von Bodenzielen wie Panzern. Sie kann jedoch nicht nur als Luft-Boden-Rakete eingesetzt, sondern auch von Landfahrzeugen oder Bodenplattformen aus verschossen werden. Mit 70 mm hat sie das gleiche Kaliber wie einige ungelenkte Raketen. Sie wurde entwickelt, um die Lücke zwischen einfachen ungelenkten Raketen und teuren Panzerabwehrlenkwaffen zu schließen.
Roketsan verhandelte mit dem australischen Verteidigungsministerium  den möglichen Verkauf des Waffensystems Cirit. Ferner hat Roketsan mit Eurocopter ein Testprogramm für den Eurocopter EC635 vereinbart.